# Geniates distans
Geniates distans är en skalbaggsart som beskrevs av Hermann Burmeister 1844. Geniates distans ingår i släktet Geniates och familjen Rutelidae. Inga underarter finns listade i Catalogue of Life.